# FV603 サラセン
FV603 サラセン（FV603 Saracen）は、イギリスのアルヴィス社で開発され世界各国で使用された6輪式装甲兵員輸送車（装輪装甲車）である。イギリス軍は北アイルランド紛争で同車を使用した。
名称のサラセンとは、中世ヨーロッパ世界でイスラム教徒を指した言葉である。

## 開発
サラセンはアルヴィス社によるFV600シリーズの装甲兵員輸送車版として開発され、当時大量の装甲兵員輸送車を必要としていた英軍の要請もあり、シャーシが共通のFV601 サラディン装甲車よりも早い1952年には量産を開始した。1972年までに1,838両が完成した。
車両には運転手と指揮官、さらに1個分隊に相当する8名の歩兵と分隊長を同乗させることが可能である。さらに、屋根の上のターレットにL3A4（M1919重機関銃）を、車体後部の銃眼にブレン軽機関銃を装備していた。後にL3A4はL7（FN MAG）汎用機関銃に置き換えられた。
1962年以降は装軌式のFV432に更新されて第一線部隊から引き上げられていったが、装輪式である利点を活かして北アイルランドにおける警備任務に投入されるようになった。
また、サラセンは装甲指揮車や野戦救急車としても使用された。

## 派生型
FV600シリーズには、共通のシャーシを使用したFV601サラディン装甲車などが存在する。また、サラセンの中にはターレットを外した車両も存在する。
Mk.1
3ドア式のハッチと銃眼を備えたターレットを有する初期型。
Mk.2
Mk.1の改良型で、ターレットのハッチが2ドア方式に変更されている。
Mk.3
熱帯地仕様
Mk.4
試作のみ
Mk.5
北アイルランドで使用するために、Mk.1やMk.2に装甲版を追加した改修型。
Mk.6
北アイルランドで使用するために、Mk.3にMk.5と同じ追加装甲を施した改修型。

## 使用者

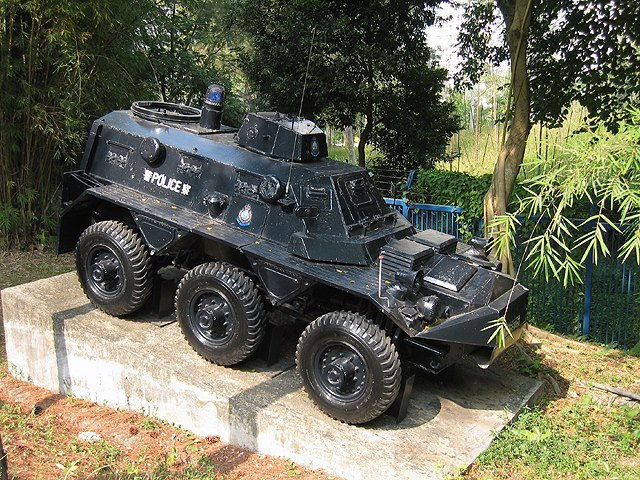
香港警察のサラセン装甲車

- イギリス

1954年から1969年まで第一線部隊で運用され、北アイルランドでは1991年まで使用された。
- ブルネイ
- ナイジェリア
- 香港

香港警察（Royal Hong Kong Police Force）が使用
- インドネシア
- スリランカ
- 南アフリカ共和国
- ヨルダン
- クウェート
- タイ

## 実戦運用
サラセン装甲兵員輸送車は、イギリス軍においてはマレー紛争と北アイルランド紛争で主に使用され、スエズ危機でも同車を運用したと思われる。
ナイジェリアでは、ビアフラ戦争で使用された可能性がある。

## 登場作品
『北京原人の逆襲』
香港警察所属車両が登場。香港の街中で暴れまわる北京原人を攻撃する。